# Giorgia Spinelli
Giorgia Spinelli, née le 12 décembre 1994 à Ponte San Pietro, est une footballeuse internationale italienne évoluant au poste de défenseur.

## Biographie

### Carrière en club
Giorgia Spinelli quitte son pays natal et rejoint la France à l'été 2017 en signant au Stade de Reims, évoluant alors en deuxième division. Capitaine de l'équipe, elle participe à la montée du club en D1 à l'issue de la saison 2018-2019.

### Carrière en sélection
À l'été 2019, Giorgia Spinelli participe aux Universiades avec la sélection italienne U23.

## Statistiques
| Saison                | Club                  | Championnat           | Championnat | Championnat | Coupe(s) nationale(s) | Coupe(s) nationale(s) | Total | Total |
| Saison                | Club                  | Division              | M.          | B.          | M.                    | B.                    | M.    | B.    |
| 2017-2018             | Stade de Reims        | Division 2            | 17          | 3           | 2                     | 0                     | 19    | 3     |
| 2018-2019             | Stade de Reims        | Division 2            | 19          | 4           | 1                     | 0                     | 20    | 4     |
| 2019-2020             | Stade de Reims        | Division 1            | 16          | 1           | 3                     | 0                     | 19    | 1     |
| Total sur la carrière | Total sur la carrière | Total sur la carrière | 52          | 8           | 6                     | 0                     | 58    | 8     |

## Palmarès

### En club
Stade de Reims
- Championnat de France D2 (1)
  - Vainqueur : 2019